# Llengües mirndi
Les llengües mirndi o mindi són una petita família lingüística de llengües aborígens australianes parlades al Territori del Nord d'Austràlia. La família conté dos subgrups: les llengües yirram i les de West Barkly, separats entre si per uns 200 quilòmetres, separats per les llengües ngumpin que s'interposen entre tots dos grups.
La principal diferència entre tots dos subgrups és que mentre que les llengües yirram són prefixants com la major part de les llengües no pama-nyunga, les llengües de Brakly occidental són totes preferentment sufixants, com les llengües pama-nyunga.
El nom de la família prové de la forma dual inclusiva del pronom "nosaltres", que és comú a totes les llengües de la família pama-nyunga en la forma mind- o mirnd-.

## Classificació
La proposta de parentiu ha tingut acceptació general després d'establerta inicialment per Neil Chadwick a començament dels 1980. El parentiu filogenètic se'n basa primordialment en la morfologia lingüística i la lexicoestadística, i l'evidència més forta se'n troba en els pronoms. N'hi ha, però, molt poques altres similituds sistemàtiques en altres àrees de la gramàtica, que creen dubtes sobre la classificació del mirndi, fent-lo menys segur que altres grups establerts.
|  | nungali   |
|  |           |
|  | jaminjung |
|  |           |

|          | jingulu                                             |
|          |                                                     |
| Oriental | \| \| ngarnka \| \| \| \| \| \| wambaya \| \| \| \| |
|          | \| \| ngarnka \| \| \| \| \| \| wambaya \| \| \| \| |
|          | ngarnka                                             |
|          |                                                     |
|          | wambaya                                             |
|          |                                                     |

|  | ngarnka |
|  |         |
|  | wambaya |
|  |         |

|  | nungali   |
|  |           |
|  | jaminjung |
|  |           |

|          | jingulu                                             |
|          |                                                     |
| Oriental | \| \| ngarnka \| \| \| \| \| \| wambaya \| \| \| \| |
|          | \| \| ngarnka \| \| \| \| \| \| wambaya \| \| \| \| |
|          | ngarnka                                             |
|          |                                                     |
|          | wambaya                                             |
|          |                                                     |

|  | ngarnka |
|  |         |
|  | wambaya |
|  |         |

A aquestes llengües, se'ls podria afegir el ngaliwurru. Tanmateix, és dubtós si hauria de considerar-se una llengua diferent o un dialecte divergent del jaminjung. El mateix es pot dir del gudanji i del binbinka, tot i que aquests en general es consideren dialectes del wambaya (i el gudanji podria pertànyer a la mateixa varietat que el ngarnka). Aquests tres dialectes junts es diuen llengües del riu McArthur.

## Lèxic
Per l'estret contacte de les llengües yirram i barkly amb les llengües ngumpin i altres, molts cognats entre el subgrup yirram i el subgrup barkly són en realitat manlleus lèxics d'origen ngumpin. Per exemple, mentre que la llengua jingulu (grup barkly) només comparteix un 9% del seu lèxic amb el ngaliwurru (grup yirram), en canvi comparteix el 28% del lèxic amb el mudburra, una llengua ngumpin veïna.
A dins del subgrup barkly, el jingulu comparteix el 29% i el 28% amb els seus parents més propers, el wambaya i el ngarnka, respectivament. El ngarnka comparteix el 60% del vocabulari amb el wambaya, i el wambaya comparteix el 60% del vocabulari amb el binbinka i el gudanji, respectivament. I aquests dos darrers dialectes comparteixen el 88% del seu vocabulari entre si.